# Oxycopis barberi
Oxycopis barberi is een keversoort uit de familie schijnboktorren (Oedemeridae). De wetenschappelijke naam van de soort is voor het eerst geldig gepubliceerd in 1957 door Arnett.